# Złotoryja
Złotoryja este un oraș în Polonia.